# Louise Alexandrine van Blommestein
Louise Alexandrine van Blommestein (Parijs, 17 maart 1882 – Arlesheim, 3 oktober 1965) was een Nederlands schilderes, tekenares en illustrator.

## Leven en werk
Van Blommestein was een dochter van mr. Johan George Cantius van Blommestein (1849-1892), advocaat en procureur in Nederlands-Indië, en Godarda Philippina Cornelia barones van Heeckeren tot Waliën (1857-1936).
Ze studeerde aan de kunstacademie in Florence (1898-1899) en kreeg lessen van Ernest Blanc-Garin (1897, 1900-1902) en Jean Delville (1910) in Brussel en H.P. Bremmer in Den Haag. In 1903 en 1904 ontving ze een koninklijke subsidie. Van Blommestein was lid van Arti et Amicitiae en exposeerde onder meer bij Arti, de tentoonstelling De Vrouw 1813-1913 en bijHamdorff in Laren. Naast schilderijen maakte ze grafisch werk en ontwierp ze boekbanden. De kunstenares woonde afwisselend in Nederland en België en vanaf 1920 in Zwitserland. 
Van Blommestein overleed op 83-jarige leeftijd.